# Stockport (Iowa)
Pour les articles homonymes, voir Stockport (homonymie).
Stockport est une ville, du comté de Van Buren, en Iowa, aux États-Unis. Elle est incorporée le 9 janvier 1903. 

## Source de la traduction
- (en) Cet article est partiellement ou en totalité issu de l’article de Wikipédia en anglais intitulé « Stockport, Iowa » (voir la liste des auteurs).